# Óscar Muñoz Bouffartique
Rafael Óscar Muñoz Bufarti (Cruces, 8 de noviembre de 1904–Santa Ana, 7 de enero de 1990), a menudo simplemente conocido como Bouffartique, fue un compositor, arreglista, violinista, pianista y director de orquesta cubano. Es mayormente conocido por componer la canción Burundanga.
A lo largo de su carrera fue cambiando su nombre artístico, primeramente afrancesando su segundo apellido, luego omitiendo su primer nombre de pila y conservando el segundo, y posteriormente viceversa.

## Biografía
Nació el 8 de noviembre de 1904 en la localidad de Cruces, actual provincia de Cienfuegos y antigua provincia de Las Villas, hijo de Jacinto Muñoz y Alfreda Bufarti. Se involucró en la música desde temprana edad.
Fue maestro de solfeo, teoría musical y piano de Celia Cruz y de Bebo y Chucho Valdés.
Se casó con Doña Rosa Roche y se mudaron a Nueva York en 1945, donde tuvieron tres hijos. Se dio a conocer escribiendo las letras de canciones como La Batahola o Burundanga. Tras la ruptura del matrimonio, Bouffartique volvió a Cuba mientras que su ex mujer y sus hijos se quedaron en los Estados Unidos. En 1958, Bouffartique se estableció de nuevo en Nueva York, en un momento en el que la charanga y la pachanga estaban de moda en los clubes de la gran manzana, y se inicia como violinista de la Orquesta Novel. También participa con Charlie Palmieri en su LP Let’s Dance The Charanga! (1960) y con Alfredito Valdés en los LPs Pachanga en órbita (1962) y Sabrina (1962). Bouffartique formó y dirigió varias orquestas como Bouffartique y su Charanga y Rafael Bouffartique and his Orchestra Guaguanká, siendo el guaguanká un nuevo ritmo creado por él basado en el guaguancó.
Oscar Muñoz Bouffartique murió en California, el 7 de enero de 1990, a los 85 años de edad. Sus restos reposan en el cementerio de Santa Ana, en el condado de Orange, California.